# Амнуель Григорій Маркович
Григорій Маркович Амнуель (рос. Амнуэль Григорий Маркович; 13 лютого 1957, Москва, СРСР) — російський громадський діяч, історик, журналіст, політик, сценарист, організатор поїздок делегацій російських парламентарів до країн НАТО. Колишній відповідальний секретар депутатської групи ДД РФ зі зв'язків з Парламентами країн Бенілюксу (Бельгія, Нідерланди, Люксембург).
Після початку збройного нападу Росії на Україну з політичних та моральних міркувань емігрував до Польщі.

## Біографія
Амнуэль Григорій Маркович корінний москвич. Проте його родичі по материнській лінії були німцями, які під час першої революції залишили Латвію і перебралися до Москви. За словами Григорія, вдома у його сім'ї ще зберігаються фотознімки, на яких зображені Таллінн, Калінінград і Юрмала того часу. На фотографіях видно колишні німецькі назви.
Особливих репресій його родина через національність не відчувала. Але Григорій Маркович згадує випадок, коли його мати не змогла вступити в МДІМВ через те, що мала німецьке коріння. Батько — Марк Соломонович Амнуель.
Григорій Амнуэль закінчив історичний факультет педагогічного інституту у м. Тобольськ.
Про його дитинство та юність нічого не відомо. Однак його перший шлюб припадає саме на студентські роки. Він виявився невдалим.
У 23 роки він одружився вдруге на латиській дівчині. Через рік, у 1981 р. у Григорія і його дружини народилася дочка. Тоді вони жили в Ризі.
Творча діяльність: Заступник генерального директора Американо-Радянської Кіноініціатіви — «АСК». Художній керівник і виконавчий директор компанії «ЕвроАСК» — Європейська Асоціація Спільних кіноініціатів.
Продюсер незалежних кінофестивалів: «Американо-Радянський кінофестиваль кіносценаристів» в СРСР і США, « Шедеври європейського кіно, заборонені в СРСР», «Шедеври італійського кіно невідомі в СРСР» (в 46 містах СРСР), фестивалів російського кіно і культури в Вентимілью (Італія) і Вальбоне (Франція), ретроспективи видатних майстрів світового кіно Ліліани Кавані (Італія) і Анрі Аликана (Франція).
Продюсер і автор 18 публіцистичних, спортивних, музичних фільмів.
Лауреат і дипломант міжнародних кінофестивалів:
- «Пробудження, хроніка переломних днів» (1991) — Медаль «Захиснику Вільної Росії» указом Президента Росії Б. М. Ельцына.
- «Майже американський російський» (1993) — Призи МКФ спортивних фільмів в Москві, приз за найкращий фільм про хокей Федерації хокею Росії, дипломи та призи МКФ спортивних фільмів в Палермо, Мілані (Італії), Хаке (Іспанії), «Вогонь і лід» — приз за найкращий репортажний фільм МКФ спортивних фільмів в Мілані.
- «Різдвяний сон, чи портрет на тлі хокею» (1995) — Приз Олімпійського комітету за найкращий фільм, Приз федерації хокею «За професійний показ хокею в кіно», Призи та дипломи МКФ спортивних фільмів в Москві (Росія), Мілані (Італії), Хаке (Іспанії), Приз Міланського МКФ за найкращу ретроспективу фільмів про спорт.
- «Редліх-люди з того боку» (2004) — Диплом МКФ правозахисних фільмів «Сталкер», диплом МКФ «Фільмів російського зарубіжжя».
- «Росіяни проти russkikh» (2007) — Головний приз «Золотий Атлант» МКФ спортивних фільмів в Липецьку, Приз «Best director» МКФ спортивних фільмів в Красногорську, Приз «Mention Легіону» — документальний репортаж МКФ спортивних фільмів в Мілані диплом МКФ у Варшаві).
- «Футбол 1955. СРСР-ФРН. Євген Євтушенко» (2010).

Дистрибутор публіцистичного фільму «Реакція» про справу М. Ходорковського (реж Ст. Герчиков).
Фільми демонструвалися в Європарламенті, в Брюсселі, а також на головних телеканалах Латвії, Польщі, США, Чехії. 
Більше відомий як режисер документальних фільмів, пов'язаних з релігійними або державними питаннями. Автор деяких кніг.

## Кар'єра в кіно і театрі
Григорій довгий час служив в якості режисера в театрах Москви. Це Театр драми і комедії на Таганці і Московський академічний театр сатири.
За проектом американських рад у 2005 р. поставив спектакль на сцені театру Толерантності «Злочин у Ларамі».
Продюсував багато незалежні кінофестивалі за кордоном. Наприклад, фестиваль російського кіно і культури в Італії і Франції.
Зняв кілька десятків документальних і спортивних фільмів. Серед них можна виділити: «Вогонь і лід», «Редліх — люди стій боку», «Росіяни проти russkikh» та інші.
Став дипломантом на міжнародному кінофестивалі з фільмом «Пробудження — хроніка переломних подій» у 1991 р.
У 1995 р. отримав призи від олімпійського комітету в категорії «Найкращий фільм про спорт» за картину «Різдвяний сон, чи портрет на тлі хокею».
Григорій Амнуэль був автором різних публіцистичних телепрограм на центральних каналах Росії, а також на латвійському телебаченні.
Теми, які обговорювали в програмах, зачіпали часто міжнаціональні відносини Росії з країнами Прибалтики, а також суперечливі історичні питання.

## Творча діяльність та робота в ЗМІ
У 1980—1990-х роках він став організатором гастролей скрипаля Ґідона Кремера в Москві.
Активно брав участь в організації музичного фестивалю «Музика Локинхаузена». Також продюсував виступу оркестру камерної музики Кельнської філармонії.
У 2015 р. став автором ідеї пам'ятника, присвяченого директору Бібліотеки іноземної літератури. Він був встановлений у внутрішньому дворику у квітні 2016 р. Також Григорій Амнуэль взяв на себе всі фінансові витрати по виготовленню цього монумента.
Брав участь у створенні музичних кліпів для Любові Казарновської, Анатолія Герасимова і Віктора Попова.
Є редактором журналу «Посів», в якому неодноразово друкували його публіцистичні роботи.

## Громадська діяльність
Очолює відкритий клуб з промовистою назвою «Міжнародний діалог». Метою клубу є організація різних міжнародних заходів за різними напрямками: наука, освіта, культура, соціальна сфера. На основі клубу існує школа, в рамках якої молоді люди знайомляться з європейськими країнами і самостійно формують у себе думку щодо існуючих міжнародних взаєминах Росії.
Григорій Маркович займає посаду заступника генерального директора радянсько-американського підприємства «АСК». Засноване воно було в 1987 р. для співпраці американських і радянських діячів кіновиробництва.
Стоїть на чолі компанії «ЕвроАСК».
Є постійним і незмінним учасником міжнародних круглих столів та конференцій з проблем Кавказу, Балтики, а також з розгляду питань міжнародного співробітництва Росії і НАТО.

## Політичні погляди
У березні 2014 року, після російської інтервенції в Україну, разом з рядом інших відомих діячів науки і культури Росії висловив свою незгоду з політикою російської влади в Криму. Свою позицію вони виклали у відкритому листі

## Нагороди
За свою активну діяльність в області кінематографа Григорій був неодноразово нагороджений різними преміями. Крім того, його діяльність була оцінена і відзначена не тільки в Росії, але і в Латвії.
- У 1992 р., відразу після державного перевороту, він був представлений до нагородження медаллю «Захисник вільної Росії», яка видавалася за захист конституційного ладу держави під час подій 1991 р.
- «Почесна грамота» МЗС Латвії «За сприяння незалежності Латвійського Держави»: 2006
- Офіцер Ордена «Трьох зірок», Латвія: 2009
- Лауреат Першої Премії Надзвичайного та Повноважного Посла Польщі в РФ
- Почесна грамота «Польський Пегас»: 2010
- «Золота медаль імені Іоанна Павла II» за заслуги перед Краківською Метрополією: 2011